# Qualifications à la Coupe d'Afrique des nations féminine de football 2018
Les qualifications à la Coupe d'Afrique des nations féminine de football 2018 mettent aux prises 24 équipes nationales africaines afin de qualifier 7 formations pour disputer la phase finale, en plus du Ghana, qualifié d'office en tant que pays hôte.
A part l'équipe ghanéenne, qualifiée comme pays organisateur, les cinquante-trois membres de la CAF sont éligibles pour entrer dans les qualifications. Au total ce sont seulement vingt-quatre nations qui s'enregistrent.

## Règlement
Chaque confrontation se déroule sous forme de rencontres aller et retour.
Le vainqueur est désigné grâce aux critères suivants :
1. Plus grand nombre de buts marqués sur l'ensemble des deux matchs.
En cas d'égalité :
2. Plus grand nombre de buts marqués à l'extérieur ;
3. En cas d'égalité parfaite, c'est-à-dire de score identique lors des deux rencontres, des prolongations ont lieu. En cas d'égalité à la fin de ces prolongations :
  - Si des buts ont été marqués, l'équipe qui recevait lors du match aller est qualifiée car ces buts sont comptabilisés comme buts à l'extérieur ;
  - Si aucun but n'a été marqué :
4. Une séance de tirs au but désigne l'équipe qualifiée.

## Équipes en lice
La Guinée équatoriale a été initialement exclue de la Coupe d'Afrique, mais elle est réintégrée après l'annulation de l'exclusion en juillet 2017 à la suite d'une réunion en urgence du comité de la CAF. Toutefois, la FIFA ayant exclu le pays de toute compétition, l'équipe féminine ne pourra pas se qualifier pour la prochaine coupe du monde féminine de football même en cas de victoire en Coupe d'Afrique,
Les quatre équipes les mieux classées au classement international de la FIFA arrêté en septembre 2017 sont directement qualifiées pour le deuxième tour des éliminatoires.
| Exemptées                                                                      | Entrant au premier tour |
| ------------------------------------------------------------------------------ | --- |
| - Nigeria (35) - Cameroun (47) - Guinée équatoriale (51) - Afrique du Sud (52) | - Côte d'Ivoire (63) - Maroc (72) - Algérie (74) - Sénégal (78) - Zimbabwe (83) - Mali (85) - Éthiopie (93) - Burkina Faso (101) - Zambie (102) - Namibie (103) - Tanzanie (108) - Kenya (114) - Ouganda (115) - République centrafricaine (NC) - République du Congo (NC) - Gambie (NC) - Lesotho (NC) - Libye (NC) - Sierra Leone (NC) - Swaziland (NC) |

## Premier tour de qualification
Le premier tour a lieu du 4 au 10 avril 2018.
| Équipe 1     | Résultat | Équipe 2                  | Aller | Retour | T.a.b. |
| ------------ | -------- | ------------------------- | ----- | ------ | ------ |
| Sénégal      | 2 - 3    | Algérie                   | 2 - 1 | 0 - 2  | -      |
| Libye        | 0 - 15   | Éthiopie                  | 0 - 8 | 0 - 7  | -      |
| Maroc        | 1 - 1E   | Côte d'Ivoire             | 1 - 1 | 0 - 0  | -      |
| Sierra Leone | Forfait  | Mali                      | -     | -      | -      |
| Burkina Faso | 3 - 3tab | Gambie                    | 2 - 1 | 1 - 2  | 3 - 5  |
| Congo        | 3 - 1    | République centrafricaine | 2 - 0 | 1 - 1  | -      |
| Kenya        | 1 - 0    | Ouganda                   | 1 - 0 | 0 - 0  | -      |
| Lesotho      | 3 - 1    | Eswatini                  | 1 - 0 | 2 - 1  | -      |
| Tanzanie     | 4 - 4E   | Zambie                    | 3 - 3 | 1 - 1  | -      |
| Namibie      | 0 - 4    | Zimbabwe                  | 0 - 2 | 0 - 2  | -      |

## Deuxième tour de qualification
Le deuxième tour a lieu du 6 au 11 juin 2018.
| Équipe 1      | Résultat | Équipe 2           | Aller | Retour |
| ------------- | -------- | ------------------ | ----- | ------ |
| Algérie       | 6 - 3    | Éthiopie           | 3 - 1 | 3 - 2  |
| Côte d'Ivoire | 2 - 2E   | Mali               | 2 - 2 | 0 - 0  |
| Gambie        | 0 - 7    | Nigeria            | 0 - 1 | 0 - 6  |
| Congo         | 0 - 10   | Cameroun           | 0 - 5 | 0 - 5  |
| Kenya         | 2 - 3    | Guinée équatoriale | 2 - 1 | 0 - 2  |
| Lesotho       | 0 - 7    | Afrique du Sud     | 0 - 1 | 0 - 6  |
| Zambie        | 2E - 2   | Zimbabwe           | 0 - 1 | 2 - 1  |